# You've Got Mail
You've Got Mail (en español Tienes un e-mail) es una película estadounidense perteneciente al género de comedia romántica, dirigida por Nora Ephron y estrenada en 1998. Está protagonizada por Tom Hanks y Meg Ryan.

## Argumento
Kathleen Kelly (Meg Ryan), la propietaria de una pequeña librería de cuentos infantiles, ve peligrar su negocio cuando una cadena de grandes librerías abre un local al lado de su tienda. Conocerá a Joe Fox (Tom Hanks), el hijo del dueño de la cadena, que le produce una gran antipatía por su forma de llevar los negocios. Lo que ambos desconocen es que mantienen una relación por correo electrónico. Es una de las primeras ocasiones en las que aparece el recurso dramático del correo electrónico en una película.

## Reparto
- Tom Hanks - Joe «NY152» Fox
- Meg Ryan - Kathleen «Shopgirl» Kelly
- Greg Kinnear - Frank Navasky
- Parker Posey - Patricia Eden
- Jean Stapleton - Birdie Conrad
- Steve Zahn - George Pappas
- Heather Burns - Christina Plutzker
- Dave Chappelle - Kevin Jackson
- Dabney Coleman - Nelson Fox
- Michael Badalucco - Charlie
- John Randolph- Schuyler Fox
- Deborah Rush - Veronica Grant
- Hallee Hirsh - Annabel Fox
- Jeffrey Scaperrotta - Matthew Fox
- Cara Seymour - Gillian Quinn
- Peter Mian - «The Capeman»
- Sara Ramírez - Rose
- Jane Adams - Sydney Anne